# Japan LifeStyle
Pour les articles homonymes, voir Lifestyle et JLS.
Japan LifeStyle (JLS) est un magazine féminin, axé sur le Japon, de la société AM Media Network.
Forte du succès de son hors-série « Spécial Filles » (épuisé en 3 mois), l'équipe d'AnimeLand a créé en 2008 un bimestriel qui se proposait de décortiquer l'actualité et les nouvelles tendances venues du Japon et de l'Asie. 
La nouvelle formule de Japan Lifestyle, sortie en mars 2015, a décidé d'unifier le traitement de la pop culture et des cultures classiques et contemporaines japonaises, en proposant un contenu large, à même de toucher toutes les sensibilités.